# 열린책들
열린책들(The Open Books Co.)은 1986년 1월 7일 설립한 대한민국의 출판사이다. 러시아 문학 전문 출판사로 시작해 해외 문학에 주력하고 있다. 열린책들에서 출판하는 작가로는 베르나르 베르베르, 파트리크 쥐스킨트, 움베르토 에코, 폴 오스터, 로베르토 볼라뇨, 조르주 심농, 장자크 상페, 아멜리 노통브, 에마뉘엘 카레르 등이 있다. 2005년 예술서 전문 자회사 미메시스를, 2009년 어린이책 전문 자회사인 별천지를 설립하였다. 2019년 주식회사 열린책들과 미메시스가 정식 합병되었다.

## 연혁
- 1986년
  - 1월 7일 창립
  - 솔제니찐의 《붉은 수레바퀴》 (전 7권) 발행하며 러시아 문학 시리즈 출간 시작
  - 움베르토 에코의 《장미의 이름》를 발행하며 에코 라이브러리 출간 시작
- 1988년
  - 《아르바뜨의 아이들》 출간 (대한민국 최초로 소련과 저작권 계약 체결)
- 1989년
  - 막심 고리끼의 《어머니》 출간
- 1990년
  - 체르니셰프스끼의 《현실에 대한 예술의 미학적 관계》를 발행하며 쉬또젤라찌 총서 출간 시작
  - 《이미지의 모험-에이젠쉬쩨인》를 발행하며 영화 시리즈 출간 시작
- 1991년
  - 파트리크 쥐스킨트의 《향수》를 필두로 하여 쥐스킨트 소설 출간 시작
- 1993년
  - 베르나르 베르베르의 《개미》 출간
  - 〈마야꼬프스끼 전집〉출간
- 1995년
  - 폴 오스터의 《미스터 버티고》를 필두로 하여 폴 오스터 소설 출간 시작
- 1996년
  - 프로이트의 《늑대인간》을 필두로 하여 〈프로이트 전집〉 출간 시작 (1997년 전 20권 완간)
- 1998년
  - 장자크 상페의 《속 깊은 이성 친구》를 필두로 하여 장자크 상페 작품 출간 시작
- 1999년
  - 〈뿌쉬낀 문학작품집〉(전 6권) 출간
- 2000년
  - 〈도스또예프스끼 전집〉(전 25권) 출간
- 2001년
  - 루이스 세풀베다의 《연애소설 읽는 노인》을 필두로 하여 루이스 세풀베다 소설 출간 시작
  - 이우일, 권윤주 등 국내 만화가의 작품 출간 시작
  - 《개는 말할 것도 없고》, 《미사고의 숲》를 필두로 하여 경계 소설 시리즈 출간 시작
- 2002년
  - 〈도스또예프스끼 보급판 전집〉(전 18권) 완간
  - 4월 열린책들 사옥 완공, 입주
- 2004년
  - 《한국 대표 시인 초간본 총서》 전 20권 출간
  - 에른스트 블로흐의 《희망의 원리》 전 5권 완간
- 2005년
  - 《옥스퍼드 세계 영화사》 출간.
  - 존 르카레의《팅커, 테일러, 솔저, 스파이》《추운 나라에서 돌아온 스파이》를 필두로 존 르카레 출간 시작
  - 미메시스 브랜드 출간 시작
- 2006년
  - 《Mr. Know 세계문학》 출간 시작(30권 출간)
  - 《E. M. 포스터 전집》 7권 완간
- 2007년
  - 《도스또예프스끼 전집》 3판 보급판 전 18권 출간
  - 《도스또예프스끼 전집》 수집가용 한정판(210질 한정) 출간
- 2008년
  - 《니코스 카잔차키스 전집》 30권 출간
- 2009년
  - 《열린책들 세계문학》 출간 시작(1~96권 출간)
  - 《에코 마니아 컬렉션》 25권 출간
- 2010년
  - 《칠레의 밤》을 시작으로 로베르토 볼라뇨 작품 출간 시작
- 2011년
  - 조르주 심농의 《매그레 시리즈》 출간 시작
- 2014년
  - 미겔 데 세르반테스 사아베드라의 《돈키호테》 완역본 출간
- 2017년
  - 《블루 컬렉션》 발행 시작
- 2018년
  - 브랜드 미메시스에서 한국 단편 문학선 《테이크아웃》(20종) 완간
- 2020년
  - 파트리크 쥐스킨트 작품집 전권 신판 발행
  - 《프로이트 전집》(전 15권) 신판 발행
  - 《수용소군도》(전 6권) 세계문학으로 재출간

## 수상 내역
- 1995년 올해의 자랑스런 출판경영인상 수상
- 1996년 《인간과 상징》 한국일보 한국출판문화상 출판상 수상
- 2004년 《인간》 YES24 네티즌 선정 올해의 책
- 2006년 제38회 대한민국문화예술상 일반문화부문 대통령상 수상
- 2007년 예스24 독자들이 뽑은 〈올해 최고의 표지〉로 《파피용》 선정
- 2009년 《신》 YES24 독자가 뽑은 〈올해 최고의 표지〉
- 2009년 《앤디워홀 일기》 제50회 한국일보 출판문화상 편집상 수상
- 2010년 《에코 마니아 컬렉션》, 출판 편집자들이 뽑은 〈주목할 만한 올해의 북디자인〉 선정
- 2010년 열린책들 홈페이지 웹어워드 코리아 우수상 수상
- 2010년 올해의 자랑스런 출판 경영인상 수상
- 2011년 2월 열린책들 마케팅 팀장 올해의 자랑스런 영업인상 수상
- 2012년 《예술의 사회 경제사》 문화체육관광부 우수학술도서 선정
- 2014년 홍지웅 대표, 카바쿠 실바 포르투갈 대통령으로부터 포르투갈 문학 출판과 미술전 개최 등 교류를 증진한 공로로 엔리케 훈장 수훈
- 2017년 《일본의 대외 전쟁》 학술원 선정 우수학술도서, 《전쟁의 문헌학》 문화체육관광부 세종도서 학술부문 선정, 《피카소》 부천국제만화축제 해외 작품상 수상
- 2018년 《하우스프라우》 유영번역상 수상
- 2019년 홍지웅 대표, 〈책의 날〉 기념 출판문화발전 유공자 시상식에서 은관문화훈장 서훈
- 2020년 12월 《기억》 알라딘 선정 올해의 책, 《배움의 발견》 교보문고 선정 올해의 책, 《늦깎이 천재들의 비밀》 시사인 선정 올해의 책